# Villanueva (Casanare)
Villanueva – miasto w Kolumbii, w departamencie Casanare.